# Мультитон (шаблон проєктування)

UML діаграма для мультитону

В розробці програмного забезпечення, шаблон проєктування мультитон або пул одинаків схожий на шаблон одинак, який дозволяє створювати лише один екземпляр об’єкта, але розширює його можливістю впорядковувати декілька екземплярів у вигляді іменованих пар ім'я-значення.
Замість того, щоб забезпечувати наявність лише одного об'єкта в програмі, мультитон гарантує існування лише одного входження з відповідним ключем.

## Застосування
Мультитон можна використовувати в випадку, коли необхідно забезпечити доступ до конкретного набору даних із різних місць програми. Інший випадок - взаємодія з апаратним обладнанням через екземпляри одного і того самого класу. Наприклад, обмін даними з мережею контролерів, опитування серверів або робочих станцій в мережі. Всі ці приклади об'єднує одне: кількість екземплярів може бути обмежена (і навіть повинна бути обмежена) і вони глобальні для всієї програми.
Даний шаблон можна розглядати навіть як об'єднання ідеї шаблону одинака і пулу об'єктів. Виходячи з цього можна визначити його властивості:
- Шаблон можна застосовувати як із заздалегідь визначеним списком екземплярів, так і створеним динамічно.
- Якщо список фіксований, то можливо створити всі екземпляри при старті програми або при зверненні до будь-якого з них.
- Можливо два варіанти поведінки у відповідь на запит екземпляра з невідомим ідентифікатором: відмова або його створення.
- Недоліком шаблона, є можливість появи великої кількості залежних від нього частин програми. Однак, у випадку з одинаком, це можна вирішити шляхом використання методу впровадження залежностей.[1]

Порівняння з іншими подібними шаблонами проєктування:
| Мультитон | Шаблон одинак                                                                         | Пул об'єктів                                                                                           |
| --- | ------------------------------------------------------------------------------------- | --- |
| Створює і зберігає задану кількість екземплярів свого класу. Забезпечує їх ідентифікацію і доступність по всій програмі. | Створює єдиний екземпляр свого класу і забезпечує доступ до нього для всієї програми. | Створює і зберігає визначене число екземплярів заданого класу, але нічого не знає про їх суть.         |
| Контролює кількість екземплярів                                                                                          | Гарантує існування одного екземпляра                                                  | Не обмежує створення інших екземплярів заданого класу поза шаблоном і нічого не знає про їх існування. |

## Приклади

### C#
```
using
 
System.Collections.Generic
;

using
 
System.Collections.Concurrent
;

namespace
 
MyApplication
 

{

    
public
 
class
 
Multiton
<
T
>
 
// generic multition.

    
{

        
private
 
static
 
readonly
 
ConcurrentDictionary
<
object
,
 
T
>
 
_instances
 
=
 
new
 
ConcurrentDictionary
<
object
,
 
T
>
();

        
private
 
Multiton
()
 
{
 
}

        
public
 
static
 
T
 
GetInstance
(
object
 
key
)
 

        
{

            
return
 
_instances
.
GetOrAdd
(
key
,
 
(
k
)
 
=>
 
new
 
Multiton
());

        
}

    
}

}

```

### C++
Реалізація взята з StackOverflow [Архівовано 27 серпня 2014 у Wayback Machine.]
```
#ifndef MULTITON_H

#define MULTITON_H

#include
 
<map>

#include
 
<string>

template
 
<
typename
 
T
,
 
typename
 
Key
 
=
 
std
::
string
>

class
 
Multiton

{

public
:

    
static
 
void
 
destroy
()

    
{

        
for
 
(
typename
 
std
::
map
<
Key
,
 
T
*>::
const_iterator
 
it
 
=
 
instances
.
begin
();
 
it
 
!=
 
instances
.
end
();
 
++
it
)

            
delete
 
(
*
it
).
second
;

        
instances
.
clear
();

    
}

    
static
 
T
*
 
getPtr
(
const
 
Key
&
 
key
)
 
{

        
typename
 
std
::
map
<
Key
,
 
T
*>::
const_iterator
 
it
 
=
 
instances
.
find
(
key
);

        
if
 
(
it
 
!=
 
instances
.
end
())
 
{

            
return
 
(
T
*
)(
it
->
second
);

        
}

        
T
*
 
instance
 
=
 
new
 
T
();

        
instances
[
key
]
 
=
 
instance
;

        
return
 
instance
;

    
}

    
static
 
T
&
 
getRef
(
const
 
Key
&
 
key
)
 
{

        
return
 
*
getPtr
(
key
);

    
}

protected
:

    
Multiton
()
 
{}

    
~
Multiton
()
 
{}

private
:

    
Multiton
(
const
 
Multiton
&
)
 
{}

    
Multiton
&
 
operator
=
 
(
const
 
Multiton
&
)
 
{
 
return
 
*
this
;
 
}

    
static
 
std
::
map
<
Key
,
 
T
*>
 
instances
;

};

template
 
<
typename
 
T
,
 
typename
 
Key
>

std
::
map
<
Key
,
 
T
*>
 
Multiton
<
T
,
 
Key
>::
instances
;

#endif

// приклад використання

class
 
Foo
 
:
 
public
 
Multiton
<
Foo
>
 
{};

Foo
&
 
foo1
 
=
 
Foo
::
getRef
(
"foobar"
);

Foo
*
 
foo2
 
=
 
Foo
::
getPtr
(
"foobar"
);

Foo
::
destroy
();

```